# Borges profesor (Borges)
Borges profesor es un libro que contiene las clases dictadas por el escritor argentino Jorge Luis Borges en la Facultad de Filosofía y Letras de la Universidad Nacional de Buenos Aires, en el año 1966. El libro fue publicado por Emecé en 2000. La edición, comentarios y notas estuvieron a cargo de Martín Arias y Martín Hadis.

## La obra
En el año 1956, Borges fue nombrado profesor titular (aún careciendo de título universitario) de la cátedra de Literatura Inglesa y Norteamericana, en la Facultad de Filosofía y Letras de la UBA. Sus clases del año 1966 fueron grabadas por un grupo de alumnos y este libro está formado por la dificultosa transcripción de las cintas magnetofónicas.
El contenido del libro no puede ser leído como las conferencias que Borges dictó, en las que se expresaba improvisando, provocando continuas digresiones y con acotaciones humorísticas. En este caso, el escritor es un profesor dictando clases y encorsetado por un programa académico. A pesar de esa traba, muestra toda su erudición y su visión personal de la literatura y los escritores.